# Ontário (Nova Iorque)
Ontário é uma cidade localizada no Condado de Wayne, no Estado de Nova Iorque.